# Ріккардо Коччанте
Ріка́рдо Кочча́нте (італ. Riccardo Cocciante; нар. Сайгон, Французький Індокитай (нині — Хошимін), 20 лютого 1946) — італійсько-французький кантауторе, композитор та музикант. 
Опублікував 25 альбомів.

## Біографія
Ріккардо Коччанте народився в Сайгоні (В'єтнам) в 1946 році в сім'ї італійця і француженки. У ранньому дитинстві він був вивезений батьками до Франції, а потім, коли хлопчикові було одинадцять років, сімейство переселилося в Рим, ближче до рідні його батька. Ріккардо довелося пристосовуватися не тільки до іншої мови, а й до цілком нового для нього способу життя.
В юності Ріккардо Коччанте почав цікавитися оперою і класичною музикою. В цей же час він почав співати, вивчаючи можливості свого глибокого, хриплуватого голосу. Незабаром Ріккардо очолив свою власну групу «The Nations», а у вільний час став самостійно вчитися грати на фортепіано. Як і раніше люблячи класичну музику, юнак відкрив для себе групу «Beatles» і блюзи.
Після декількох років експериментів, Ріккардо Коччіанте приступив до роботи над своїм першим сольним альбомом «Mu», який був записаний в 1972 році в Італії, а потім вийшов і на французький ринок. Критика оцінила альбом «Mu» дуже високо, і музичний світ зацікавився цим молодим талантом. Другий альбом Коччанте, «Поезія» (італ. Poesia), з'явився в 1973 році. Коли ж в 1974 році був випущений сингл «Бездушна красуня» (італ. Bella senz'anima) в аранжуванні знаменитого італійського композитора Енніо Морріконе (Ennio Morricone), Ріккардо Коччанте став широко відомий не тільки у себе вдома, в Італії, але і в Іспанії .
У Франції про нього дізналися в 1978 році, коли побачила світ композиція «Marguerite», французька версія італійського хіта «Margherita». Оригінальна версія, що входила до альбому «Концерт для Маргарити» (італ. Concerto per Margherita) була аранжована іншим відомим композитором — Ванжелісом (Vangelis). У 1979 році з'явився ще один надзвичайно вдалий сингл Ріккардо Коччанте; він називався «Сонячний удар» (італ. Coup de soleil) і був написаний спільно з Жаном-Полем Дро (Jean Paul Dreau).
У 1983 році кар'єра Коччанте вийшла на новий етап: він підписав договір із фірмою звукозапису «Virgin» і здійснив подорож до Лос-Анджелеса, щоб випустити новий альбом «Sincerita». Альбом був записаний відразу чотирма мовами (італійською, англійською, іспанською та французькою, при цьому вірші до французької версії альбому написав знаменитий французький поет-автор пісень Етьєн Рода-Жіль (Etienn Roda-Gil)). Після виходу в світ альбому "Sincerita" («Щирість»), Коччанте вирушив на гастролі по Італії. Виступи його були дуже успішні; в одній тільки Флоренції в Плас де Синьйор (Place des Seigneurs) в 1984 році співака і композитора зібралося вітати сорок тисяч глядачів. У наступному році його ім'я знову з'явилося в музичних чартах — дует «Питання рівноваги» ("Question d'equilibre") став справжнім хітом (французька версія пісні була записана з Фаб'єн Тібо (Fabienne Thibeault), а італійська — з Міною (Mina)).
У 1985 році вийшов черговий альбом Ріккардо Коччанте "Il mare dei papaveri" («Море маків»). У наступному році композитор знову опинився в центрі уваги преси, запропонувавши до уваги публіки новий хіт "Quando si vuole bene" («Коли любиш»). Концерти гастрольного туру 1986 проходили з аншлагами.
У 1987 році Коччанте написав і сам виконав композицію «Моя втеча» (італ. Il mio rifugio) — основну музичну тему фільму «Тандем» (режисер — Патріс Леконт (Patrice Lecomte), Франція). Наступний рік композитор провів у Лондоні, завершуючи роботу над черговим альбомом "La grande Avventura" («Велика пригода»).
Тим часом виявилося, що творчість Ріккардо Коччанте стала надзвичайно популярною в Південній Америці: кожен його новий альбом розкуповувався там в лічені тижні. Тому в 1989 році було заплановано тривале концертне турне Латинською Америкою.
Коччанте незмінно відмовлявся брати участь у музичному фестивалі в Сан-Ремо, проте в 1991 році він, нарешті, погодився з'явитися там — і відразу ж отримав головний приз за пісню "Se stiamo insieme" («Якщо ми разом») (з альбому "Cocciante" ).
У тому ж році Коччанте вперше спробував виступити в драматичній ролі у фільмі Катрін Лара (Catherine Lara) «Санд і романтики», зігравши Шопена.
У 1993 році побачили світ два нових альбоми — «Враження» (італ. Empreinte, записаний французькою мовою) і "Eventi e mutamenti" («Події та зміни») (записаний італійською).
У травні 1994 року вийшов альбом «Ріккардо Коччанте: Greatest Hits» — підсумок більш ніж двадцяти років роботи. Майже відразу ж по всьому світу було розпродано 350 000 примірників, а сам автор цього альбому продовжив свої виступи в Італії, Чилі (на відкритті фестивалю «Vina del Mar») і Франції (на ла-рошельскому фестивалі «Francofolies»; в тому числі він взяв участь і в спеціальному вечорі в рамках цього фестивалю, присвяченому Люку Пламондону, лібретисту («Старманія», «Легенда про Джиммі») та авторові текстів до пісень).
За випуском нового альбому "Un uomo felice" («Щасливець»), записаного італійською мовою, пішла нова серія концертів — спочатку в Італії (Рим) і у Франції (Париж), потім в ряді інших європейських країн і, нарешті, в Канаді.
Альбом «Справжня мить» (італ. l'Instant present), випущений у 1995 році, був створений Коччіанте у співавторстві з Люком Пламондоном. Вершиною їхньої спільної творчості, безумовно, є мюзикл за романом Віктора Гюго «Собор Паризької Богоматері» (італ. Notre-Dame de Paris), презентація якого відбулася на фестивалі MIDEM в Каннах в 1998 році, а прем'єра — 16 вересня того ж року в Парижі, у Палаці Конгресів. Гучний успіх мюзиклу, як не дивно, посварив між собою його авторів. Сталося так, що лібретист деяким чином відтіснив композитора, звернувши увагу критики і громадськості в першу чергу на себе. Відомі такі слова Ріккардо Коччанте: «Пламондон вкрав у мене „Собор Паризької Богоматері“». Довгий час Коччанте і Пламондон відмовлялися розмовляти один з одним. Зараз колишні співавтори виступили кожен з новим музичним спектаклем: Пламондон — з «Cindy» за мотивами казки про Попелюшку, а Коччанте — з мюзиклом по книзі Антуана де Сент-Екзюпері «Маленький принц».
11 листопада 2005 року брав участь у скандально відомому телешоу італійського співака Адріано Челентано «Рок-політика».
Заслуги Ріккардо Коччанте в області мистецтва були визнані не тільки його прихильниками і музичними критиками, але і офіційними особами. Колишній Президент Італії Оскар Луїджі Скалфаро присвоїв композитору звання Заслужений діяч мистецтв Італійської Республіки (італ. Grande Ufficiale de la Repubblica Italiana).

## Дискографія
- Mu (1972)
- Poesia (1973)
- Anima (1974)
- L’alba (1975)
- Concerto per Margherita (1976)
- Riccardo Cocciante (1978)
- …E io canto (1979)
- Cervo a primavera (1980)
- Q Concert (1981)
- Cocciante (1982)
- Sincerità (1983)
- Il mare dei papaveri (1985)
- Quando si vuole bene (1986)
- La grande avventura (1988)
- Viva!' (1988)
- Cocciante (also known as Se stiamo insieme; 1991)
- Eventi e mutamenti (1993)
- Il mio nome è Riccardo (1994)
- Un uomo felice (1994)
- Innamorato (1997)
- Istantanea (1998)
- Notre-dame de Paris live Arena di Verona (2002)
- Songs (2005)

## Мюзикли
- Notre-Dame de Paris (2001; Лібрето Люк Пламондон)
- Giulietta e Romeo (2007; Лібрето Pasquale Panella)
- Le Petit Prince (musical) (2007; Лібрето Elizabeth Anais)

## Зовнішні посилання
- Riccardo  Cocciante Офіційний сайт
- Notre-Dame de Paris (офіційний сайт)
- Giulietta & Romeo (офіційний сайт)